# Martina Hingis
Martina Hingis (sinh ngày 30 tháng 9 năm 1980 tại Košice, Tiệp Khắc) là một cựu tay vợt nữ người Thụy Sĩ đã từng có tổng cộng 208 tuần ở vị trí số 1 thế giới trong làng quần vợt nữ. Cô đã giành 5 danh hiệu Grand Slam đánh đơn (3 Úc Mở rộng, 1 Wimbledon, và 1 Mỹ Mở rộng). Cô cũng giành 13 danh hiệu Grand Slam đôi nữ và 7 Grand Slam đôi nam nữ. Hingis thiết lập một loạt các kỷ lục "trẻ nhất" khi giành được nhiều chức vô địch ở tuổi 16. Năm 2002, cô bị chấn thương cả hai mắt cá chân buộc cô phải rút lui tạm thời khỏi các giải đấu quần vợt chuyên nghiệp ở tuổi 22. Sau nhiều cuộc phẫu thuật và thời gian hồi phục dài, Hingis trở lại thi đấu năm 2006. Sau đó cô vươn lên vị trí thứ 6 trong bảng xếp hạng WTA và giành được 3 danh hiệu vô địch đơn. Trong tháng 6 năm 2011, cô được vinh danh trong 30 huyền thoại quần vợt nữ bởi tạp chí Time. Năm 2013 Hingis đã được vinh danh trong ngôi nhà của các huyền thoại quần vợt.

## Các danh hiệu Grand Slam

### Cá nhân

#### Vô địch (5)
| Năm  | Giải           | Đối thủ trong trận chung kết | Tỉ số         |
| 1997 | Úc Mở rộng     | Mary Pierce                  | 6–2, 6–2      |
| 1997 | Wimbledon      | Jana Novotna                 | 2–6, 6–3, 6–3 |
| 1997 | Mỹ Mở rộng     | Venus Williams               | 6–0, 6–4      |
| 1998 | Úc Mở rộng (2) | Conchita Martinez            | 6–3, 6–3      |
| 1999 | Úc Mở rộng (3) | Amelie Mauresmo              | 6–2, 6–3      |

#### Á quân (7)
| Năm  | Giải             | Đối thủ trong trận chung kết | Tỉ số            |
| 1997 | Pháp Mở rộng     | Iva Majoli                   | 6–4, 6–2         |
| 1998 | Mỹ Mở rộng       | Lindsay Davenport            | 6–3, 7–5         |
| 1999 | Pháp Mở rộng (2) | Steffi Graf                  | 4–6, 7–5, 6–2    |
| 1999 | Mỹ Mở rộng (2)   | Serena Williams              | 6–3, 7–6(4)      |
| 2000 | Úc Mở rộng       | Lindsay Davenport            | 6–1, 7–5         |
| 2001 | Úc Mở rộng (2)   | Jennifer Capriati            | 6–4, 6–3         |
| 2002 | Úc Mở rộng (3)   | Jennifer Capriati            | 4–6, 7–6(7), 6–2 |

### Đôi nữ

#### Vô địch (13)
| Năm  | Giải                | Người đánh cặp  | Đối thủ trong trận chung kết               | Tỉ số              |
| 1996 | Wimbledon           | Helena Sukova   | Meredith McGrath Larisa Neiland            | 5–7, 7–5, 6–1      |
| 1997 | Úc Mở rộng          | Natasha Zvereva | Lindsay Davenport Lisa Raymond             | 6–2, 6–2           |
| 1998 | Úc Mở rộng (2)      | Mirjana Lucic   | Lindsay Davenport Natasha Zvereva          | 6–4, 2–6, 6–3      |
| 1998 | Pháp Mở rộng        | Jana Novotna    | Lindsay Davenport Natasha Zvereva          | 6–1, 7–6(4)        |
| 1998 | Wimbledon (2)       | Jana Novotna    | Lindsay Davenport Natasha Zvereva          | 6–3, 3–6, 8–6      |
| 1998 | Mỹ Mở rộng          | Jana Novotna    | Lindsay Davenport Natasha Zvereva          | 6–3, 6–3           |
| 1999 | Úc Mở rộng (3)      | Anna Kournikova | Lindsay Davenport Natasha Zvereva          | 7–5, 6–3           |
| 2000 | Pháp Mở rộng (2)    | Mary Pierce     | Virginia Ruano Pascual Paola Suarez        | 6–2, 6–4           |
| 2002 | Úc Mở rộng (4)      | Anna Kournikova | Daniela Hantuchova Arantxa Sanchez Vicario | 6–2, 6–7(4), 6–1   |
| 2015 | Wimbledon (3)       | Sania Mirza     | Ekaterina Makarova Elena Vesnina           | 5–7, 7–6(7–4), 7–5 |
| 2015 | US Open (2)         | Sania Mirza     | Casey Dellacqua Yaroslava Shvedova         | 6–3, 6–3           |
| 2016 | Australian Open (5) | Sania Mirza     | Andrea Hlaváčková Lucie Hradecká           | 7–6(7–1), 6–3      |
| 2017 | US Open (3)         | Chan Yung-jan   | Lucie Hradecká Kateřina Siniaková          | 6–3, 6–2           |

#### Á quân (3)
| Năm  | Giải         | Người đánh cặp  | Đối thủ trong trận chung kết     | Tỉ số            |
| 1999 | Pháp Mở rộng | Anna Kournikova | Serena Williams Venus Williams   | 6–3, 6–7(2), 8–6 |
| 2000 | Úc Mở rộng   | Mary Pierce     | Lisa Raymond Rennae Stubbs       | 6–4, 5–7, 6–4    |
| 2014 | US Open      | Flavia Pennetta | Ekaterina Makarova Elena Vesnina | 6–2, 3–6, 2–6    |